# Brloška Dubrava
Brloška Dubrava je naselje u Hrvatskoj, u Ličko-senjskoj županiji. 

## Zemljopis
Brloška Dubrava je naselje blizu Otočca.

## Povijest
Brloška Dubrava bila je poprištem masovnog ratnog zločina nad Hrvatima. 24. rujna 1991. u "čišćenju terena od mupovaca", prema izvješću operativca "Odelenja državne bezbednosti Korenica", priznaje se ubojstvo 7 hrvatskih civila.

## Stanovništvo
| broj stanovnika | 568   | 561   | 635   | 653   | 699   | 713   | 682   | 696   | 663   | 567   | 440   | 360   | 281   | 206   | 69    | 63    | 38    |
|                 | 1857. | 1869. | 1880. | 1890. | 1900. | 1910. | 1921. | 1931. | 1948. | 1953. | 1961. | 1971. | 1981. | 1991. | 2001. | 2011. | 2021. |

- 2001. – 69 stanovnika
- 1991. – 206 stanovnika (Hrvati – 117, Srbi – 80, Jugoslaveni – 1, ostali – 8)
- 1981. – 281 stanovnika (Hrvati – 149, Srbi – 110, Jugoslaveni – 17, ostali – 5)
- 1971. – 360 stanovnika (Hrvati – 193, Srbi – 160, Jugoslaveni – 7)

## Zanimljivosti
Na autocesti "Zagreb-Bosiljevo-Split" jedno odmorište nosi ime Brloška Dubrava.